# Велика Британія на літніх Олімпійських іграх 1952
На літніх Олімпійських іграх 1952 року Велику Британію представляли 257 спортсменів (213 чоловіків та 44 жінки). Вони завоювали 1 золоту, 2 срібних і 8 бронзових медалей, що вивело збірну на 18-е місце у неофіційному командному заліку.

## Медалісти
| Медаль | Спортсмен | Вид спорту       | Дисципліна                              |
| ------ | --- | ---------------- | --------------------------------------- |
| Золото | Гаррі Ллевеллін Дуглас Стюарт Вілфред Вайт | Кінний спорт     | Конкур, командна першість               |
| Срібло | Шейла Лервілл | Легка атлетика   | Жінки, стрибки у висоту                 |
| Срібло | Чарльз Керрі | Вітрильний спорт | Клас «Фінн»                             |
| Бронза | Макдональд Бейлі | Легка атлетика   | Чоловіки, 100 м                         |
| Бронза | Джон Дислі | Легка атлетика   | Чоловіки, 3000 м з перешкодами          |
| Бронза | Сільвія Чізмен Джун Фоулдс Джин Десфорджес Гізер Ермітейдж | Легка атлетика   | Жінки, естафета 4 × 100 м               |
| Бронза | Ширлі Коулі | Легка атлетика   | Жінки, стрибки в довжину                |
| Бронза | Рональд Стреттон Дональд Берджесс Джордж Ньюберрі Алан Ньютон | Легка атлетика   | Чоловіки, командна гонка переслідування |
| Бронза | Елеонор Гордон | Легка атлетика   | Жінки, 200 м брасом                     |
| Бронза | Кеннет Річмонд | Боротьба         | Чоловіки, вільна боротьба, понад 87 кг  |
| Бронза | Деніс Карнілл Джон Кокетт Джон Конрой Ґрегем Деддс Дерек Дей Денніс Іган Робін Флетчер Роджер Мідґлей Річард Норріс Нейл Нуґент Ентоні Нунн Ентоні Джон Робінсон Джон Пескін Тейлор | Хокей на траві   | Чоловіки                                |